# کیتلانکا
کیتلانکا (به لهستانی:  Kietlanka) یک روستا در لهستان است که در گمینا زارنب کوشچیلنه واقع شده‌است.